# باد، در عصر
باد، در عصر (به ایتالیایی: Il vento, di sera) یک فیلم درام ایتالیایی، با نویسندگی و کارگردانی آندریا آدریاتیکو، در سال ۲۰۰۴ با تأثیرگرفتن از ترور مارکو بیاگی ساخته شده است. این فیلم در پنجاه و چهارمین جشنواره بین‌المللی فیلم برلین به نمایش درامد.

## بازیگران
- کورسو سالانی در نقش پائولو
- فرانسسکا مازا در نقش فرانسسکا
- فابیو والتا در نقش مومو
- سرخیو رومانو در نقش مارکوچی
- پائولو پورتو در نقش باریستا
- جیووانی لیندو فرتی به عنوان بازیکن دارت
- الساندرو فولین به عنوان ایتالیا
- ایوانو مارسکوتی در نقش مارکو